# Jasmin Sudic
Jasmin Sudić (Novi Grad, RS Bosnia y Herzegovina, 24 de noviembre de 1990) es un exfutboista sueco que jugaba de defensa.
En abril de 2020 anunció su retirada a la edad de 29 años debido a las constantes lesiones que había sufrido durante su carrera.

## Historia
Sudić hizo su debut con el Malmö FF en 2008 contra el Hammarby IF, ganando el partido por 6-3. En 2009 obtuvo más oportunidades después de que su compañero Jimmy Dixon fuera vendido. Sudić jugó 18 partidos como defensa central pese a ser un jugador tan joven. En la temporada de 2010 apenas jugó seis partidos debido a una lesión en la rodilla a largo plazo.

## Palmarés

### Títulos nacionales
| Título         | Club      | País   | Año  |
| -------------- | --------- | ------ | ---- |
| Allsvenskan    | Malmö FF  | Suecia | 2010 |
| Copa de Suecia | BK Häcken | Suecia | 2016 |